# レッド・ベイ国定史跡
レッド・ベイ国定史跡（レッド・ベイこくていしせき）は、カナダのニューファンドランド・ラブラドール州レッド・ベイにある1979年指定のカナダ国定史跡であり、その陸上および海底の遺跡には、16世紀におけるバスク人の捕鯨基地の様子がよく保存されている。2013年に「レッド・ベイのバスク人捕鯨基地」の名称で、UNESCOの世界遺産リストに登録された。水中文化遺産を対象に含む初の世界遺産である。

## 地理

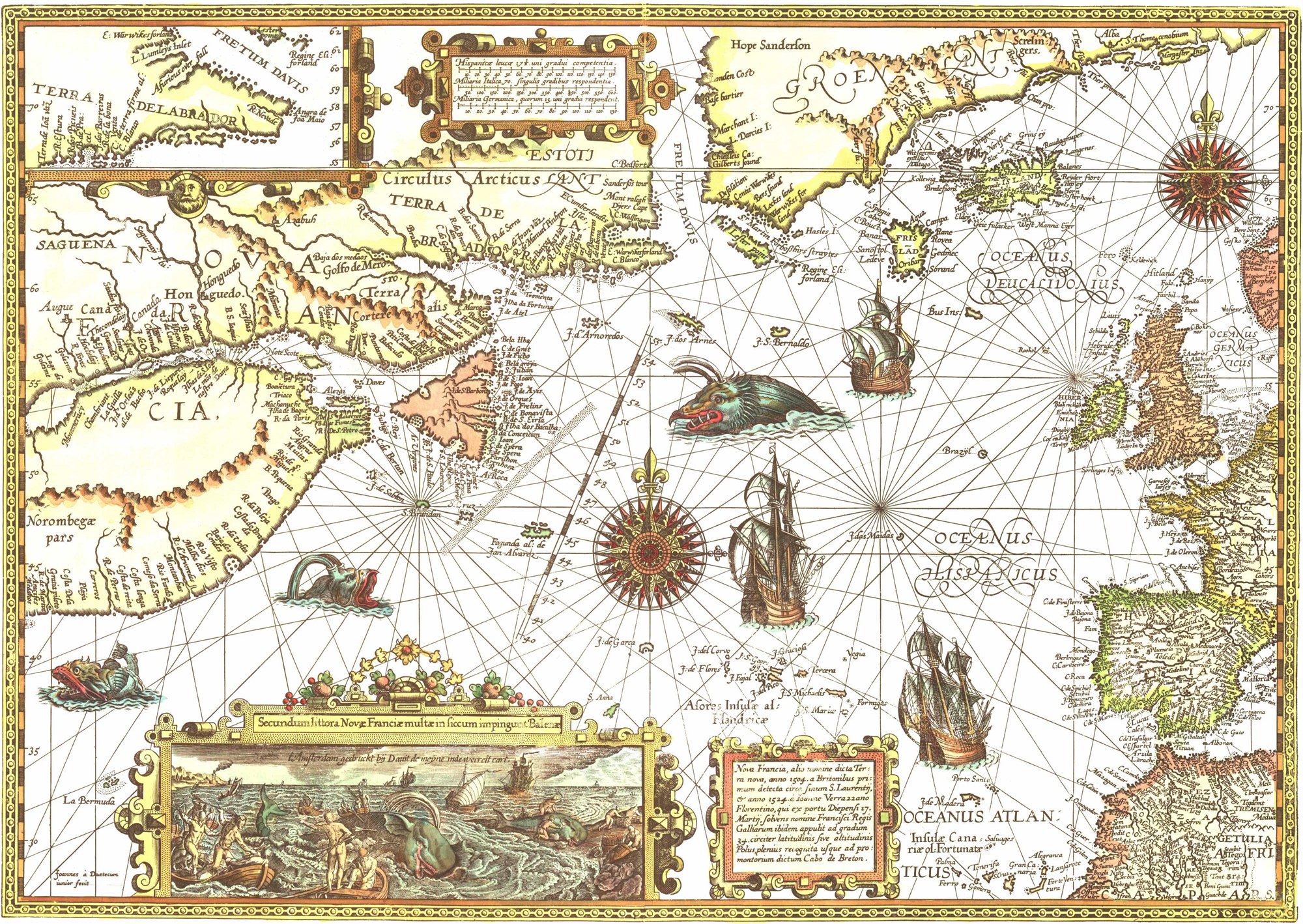
1592年の地図に見られるバスク人の捕鯨

レッド・ベイはニューファンドランド島とラブラドール地方を分かつベルアイル海峡北部に位置し、セントジョンズからは直線距離で530 kmである。ブラン＝サブロンからは80 km の位置で、自動車で行く場合には510号線（route 510）を使う。
レッド・ベイは直接大西洋に開けているのではなく、サブロン島に隔てられているため、自然の良港となっている。「レッド・ベイ」の名は、17世紀のフランス人漁師たちが湾を「ベ・ルージュ」（Baie Rouge、赤い湾）と呼んだことに由来するが、バスク人たちはその港を「ブトゥス」（Butus）と呼んでいた。

## 歴史
ラブラドール地方沿岸部には約9,000年前から人が住んでいた。マリタイム・アーカイック（Matime Archaic）のアメリカ先住民やパレオ・エスキモーは、一帯でアザラシ、セイウチ、タイセイヨウサケなどを対象とする狩猟・漁撈生活を営み、環境に適応する技術を発展させていった。 
1550年から1625年までの間、レッド・ベイはバスク人たちの主要な捕鯨基地のひとつとなった。ケベック州のグロ＝メカティナとラブラドール地方のセント・チャールズ岬の間ですくなくとも16もの捕鯨基地の遺跡が発見されていることは、バスク人たちの活動がその地域で重要なものであったことを物語る。その絶頂期にはスペイン、フランスから2,000人のバスク人漁師たちがレッド・ベイの捕鯨基地に集まった。レッド・ベイの港にはタイセイヨウダラの干物を作るための施設や、鯨油融出用の竈を備えた捕鯨基地が20ほど存在していた。
レッド・ベイの港はバスク人のあとも、何世紀にもわたり、フランス人、イギリス人、ジャージー島民らが順に占有し、タイセイヨウダラ漁、アザラシ漁、捕鯨などをし、ヨーロッパ方面に輸出するのに利用した。19世紀になると、ニューファンドランド島、イギリス、チャンネル諸島の漁民たちが定住するようになった。

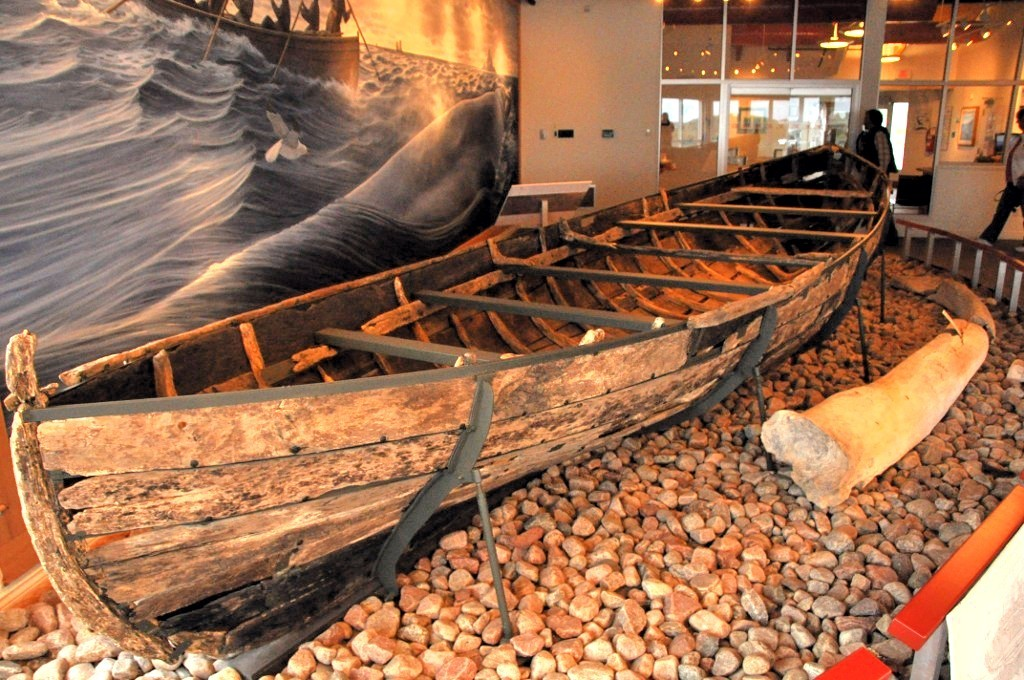
国定史跡の博物館に展示されている引き揚げられたバスク人の捕鯨船

レッド・ベイの遺跡は1970年代に同定され、1979年5月21日にカナダ史跡記念物委員会によって国定史跡の指定を受けた。
水中文化財の引き揚げ作業が1978年から始まり、1984年まで続いた。それによって、バスク人のガレオン船3隻と、それよりも小型の舟艇4隻、さらに16世紀の捕鯨船1隻が引き揚げられた。海底には4隻の難破船の船体が残っており、うち1隻は「サン・フアン」号（San Juan）のものである。また、海底に堆積する鯨の骨も、かつての捕鯨に関する遺物である。サドル島には捕鯨船員たちの墓地があり、60基の墓がある。また、15の精錬所、複数の樽製造所なども残る。
1991年にニューファンドランド・ラブラドール州とカナダの当局は、レッド・ベイ国定史跡を発展させることを目的とした協定文書に署名した。この国定史跡には観光客向けのオリエンテーション・センターや管理センターなどが設置され、2000年にはサドル島を、その小道ともども公式に開放する式典が挙行された。2010年から2011年の観光客数は8,417人であった。

## 世界遺産
レッド・ベイ国定史跡は2004年1月1日に世界遺産の暫定リストに記載された。当初の記載名は単なる「レッド・ベイ」（Red Bay）だった。指定範囲は主に夏の間の捕鯨基地で、その中の竈の残骸、樽の製造所、埠頭、住宅、墓地の遺跡および周辺の海底の沈没船の残骸、鯨骨の堆積物などが含まれる。
2012年1月16日に正式推薦され、世界遺産委員会の諮問機関である国際記念物遺跡会議（ICOMOS）は「登録」を勧告した。これを受けて、2013年の第37回世界遺産委員会で世界遺産リストに正式登録された。カナダでは17件目の世界遺産（文化遺産としては8件目）である。

### 登録名
世界遺産としての正式登録名は、Red Bay Basque Whaling Station（英語）、Station baleinière basque de Red Bay（フランス語）である。その日本語訳は資料によってわずかな揺れが見られるものの、以下のようにほぼ同じである。
- レッドベイのバスク人捕鯨基地 - 日本ユネスコ協会連盟、世界遺産アカデミーほか[11][17][18][19]
- レッド・ベイのバスク人の捕鯨基地 - 古田陽久・古田真美[20]

### 登録基準
この世界遺産は世界遺産登録基準のうち、以下の条件を満たし、登録された（以下の基準は世界遺産センター公表の登録基準からの翻訳、引用である）。
- (3) 現存するまたは消滅した文化的伝統または文明の、唯一のまたは少なくとも稀な証拠。
  - この基準の適用理由について世界遺産委員会は、「レッド・ベイのバスク人捕鯨基地は、ヨーロッパへの鯨油の出荷を目的としていた16世紀バスク人たちの捕鯨の伝統に関する優れた例証である。これは、その遺構や遺物の多様性から、この種の捕鯨基地の中で最も規模が大きく、最も保存状態がよく、最も包括的なものである」[21]と説明した。

- (4) 人類の歴史上重要な時代を例証する建築様式、建築物群、技術の集積または景観の優れた例。
  - この基準の適用理由について世界遺産委員会は、「レッド・ベイのバスク人捕鯨基地は、工業化以前の鯨油の大量生産が16世紀に確立していたことを、余すところなく分かりやすく説明する考古学的要素群を形成している」[21]と説明した。